# Compans-Caffarelli (metropolitana di Tolosa)
Compans-Caffarelli è una stazione della metropolitana di Tolosa, inaugurata il 30 giugno 2007. È dotata di una banchina a 11 porte e perciò non può accogliere treni composti da più di due vetture.

## Architettura
L'opera d'arte all'interno della stazione è realizzata da Ange Leccia. Ci sono dei pannelli luminosi che vanno dall'ingresso della stazione fino ai binari e la luminosità del colore diminuisce man mano che si scende verso il basso.

## Servizi
La stazione dispone di:
- Biglietteria automatica
- Scale mobili